# L'Histoire de Siloë

L'Histoire de Siloë est une série de bande dessinée de science-fiction française écrite par Serge Le Tendre et dessinée et coloriée par Stéphane Servain. Ses trois volumes ont été publiés par Delcourt en 2000, 2003 et 2019.

## Publications
- L'Histoire de Siloë, Delcourt, « Neopolis » :

1. Psybombe, 2000  (ISBN 2-84055-307-4)[1].
2. Temps mort, 2003  (ISBN 2-84055-790-8).
3. Big Bang, 2019  (ISBN 978-2-413-02229-9)[2].

- L'Histoire de Siloë (intégrale), Delcourt, coll. « Neopolis », 2019  (ISBN 978-2-413-01757-8).

### Documentation
- Stéphane Servain (interviewé par Christelle Pissavy-Yvernault), « L'Invité 3 : Stéphane Servain », DBD, no 11 (cahier n°2),‎ juin 2001, p. 45-48. Interview consacrée à la genèse de la série.